# Mount Cook (pohoří svatého Eliáše)
Mount Cook je hora v pohoří svatého Eliáše na hranicích Aljašky a teritoria Yukon, ve Spojených státech amerických a Kanadě. Leží na jihovýchodě Aljašky, respektive na jihozápadě Yukonu. Mount Cook s nadmořskou výškou (4 194 m) tvoří jednu z dominant pohoří svatého Eliáše. Leží v linii nejvyšších hor pohoří, okolo 45 kilometrů jihovýchodně od hory Mount Logan (5 959 m) a přibližně ve stejné vzdálenosti východně od hory svatého Eliáše (5 489 m).